# ميجيل أوليفيرا
ميجيل أوليفيرا (بالبرتغالية: Miguel Oliveira‏) (18 أغسطس 1983 ببراغا في البرتغال - ) هو لاعب كرة قدم برتغالي في مركز الدفاع. لعب مع إشتوريل برايا وسبورتينغ براغا وموريرينسي ونادي أروكا ونادي إيرميس أراديبو ونادي غوندومار ونادي تشافيس.

## وصلات خارجية
- ميجيل أوليفيرا على موقع قاعدة بيانات كرة القدم.إي يو (الإنجليزية)
- ميجيل أوليفيرا على موقع Soccerway.com (الإنجليزية)
- ميجيل أوليفيرا على موقع AS.com (الإسبانية)